# コア (ゲーム理論)
コア (英: core) とは協力ゲーム理論における代表的な解の概念である。
1953年にGilliesの学位論文の中で初めて定義された。アルバート・タッカーらによる編著書『ゲーム理論論文集第4巻』（1959年）の中でマーティン・シュービックが一般均衡理論における契約曲線をコアとして一般化できることを証明して以来、経済学におけるコアの重要性が広く知られるようになった。

## 定義
提携形n人ゲーム{\displaystyle (N,v)}を考える。このゲームにおける実現可能な利得ベクトル{\displaystyle \mathbf {x} =(x_{1},...,x_{n})}の内で提携合理性と呼ばれる条件を満たすベクトルの集合をコアという。
- 提携合理性 {\displaystyle \Sigma _{i\in S}x_{i}\geq v(S)}

なお、提携合理性は以下に定義されるパレート最適性や個人合理性と呼ばれる条件を一般化したものであるから、コアに属する配分はそれらの条件を満たす。
- パレート最適性 {\displaystyle \Sigma _{i\in N}=v(N)}
- 個人合理性 任意の{\displaystyle i\in N}に対して{\displaystyle x_{i}\geq v({i})}

したがって、{\displaystyle n=2}のとき、提携合理的な配分は「パレート最適かつ個人合理的な配分」として定義することも可能である。

## ワルラス均衡とコア
一般均衡理論において、ワルラス均衡がコアに含まれることが知られている。

## 投票理論におけるコア
選択肢が配分 (消費バンドルのリスト) であるときは、どのような非空の提携も配分をブロック (拒否) できると仮定するのは自然である。
しかし選択肢が (公共財の供給レベルなど) 社会的に決定すべきものであるときは、十分に人数の多い提携のみが与えられた選択肢をブロックできると仮定するのが適切である。そのような多人数の (「勝利」) 提携の集まりを「シンプルゲーム」( 単純ゲーム，投票ゲーム) と呼ぶ。「選好プロファイルにおけるシンプルゲームのコア」は、勝利提携のみが選択肢 {\displaystyle x} を拒否して{\displaystyle y} を実現することができるという考えに基づく概念である。このコアがすべての選好プロファイルに対して非空となる必要十分条件は、そのシンプルゲームの中村ナンバーによって与えられている。